# Pomszczona krzywda
Pomszczona krzywda – polski, czarno-biały, niemy dramat z roku 1912.

## Fabuła
Film opowiada o trójkącie małżeńskim. 

## Obsada
- Karol Adwentowicz
- Aniela Sznage
- Anna Zielińska
- Amelia Rotterowa
- Marian Andruszewski